# Вусачик
Вусачик лат. Pseudogaurotina Plavilshtshikov, 1958 — рід жуків з родини Скрипунових.

## Види
- Pseudogaurotina abdominalis (Bland, 1862)
- Pseudogaurotina cressoni (Bland, 1864)
- Вусачик чудовий — Pseudogaurotina excellens (Brancsik, 1874)
- Pseudogaurotina magnifica (Plavilstshikov, 1958)
- Pseudogaurotina robertae Pesarini & Sabbadini, 1997
- Pseudogaurotina splendens (Jakovlev, 1893)

## Поширення
Види підроду Pseudogaurotina має голакртичне розповсюдження з розірваним ареалом: 1) у Центральній Європі; 2) на Далекому Сході; 3) у Північній Америці.